# Yumbel
Yumbel este un târg și comună din provincia Bío Bío, regiunea Bío Bío, Chile, cu o populație de 20.034 locuitori (2012) și o suprafață de 727 km2.